# 圭坎
圭坎（西班牙語：Güicán）是哥倫比亞的城鎮，位於該國東北部，由博亞卡省負責管轄，距離首府通哈255公里，面積917平方公里，海拔高度2,908米，2005年人口5,920，人口密度每平方公里6.46人。
6°28′N 72°25′W / 6.467°N 72.417°W